# Sposoby zapisu bezwymiarowego stosunku dwóch wielkości
Sposoby zapisu bezwymiarowego stosunku dwóch wielkości – oznaczenia stosowane do zapisu bezwymiarowego stosunku dwóch liczb lub wartości liczbowych dwóch wielkości o takich samych jednostkach. Zapis takich stosunków możliwy jest w postaci procentów (symbol: %, liczba części na sto) bądź promili (symbol: ‰, liczba części na tysiąc). W rachunkach finansowych wykorzystuje się punkt bazowy (symbol: ‱, jedna setna procenta). W wielu dziedzinach nauki, najczęściej w naukach chemicznych, stosuje się ponadto inne oznaczenia, m.in. ppm (liczba części na milion, 10−6), ppb (liczba części na miliard, 10−9) i ppt (liczba części na bilion, 10−12). Symbole te nie są jednostkami miary, a stanowią wyłącznie umowne oznaczenia odpowiednich ułamków.

## Stosowane oznaczenia
W układzie SI do oznaczenia ułamków stosuje się odpowiednie ujemne potęgi liczby 10. Niemniej Międzynarodowe Biuro Miar i Wag (BIPM) i amerykański National Institute of Standards and Technology (NIST) dopuszczają stosowanie symbolu procenta jako oznaczenia ułamka 0,01. Można go użyć jedynie w przypadku wielkości niemianowanych. Przykładowo „względna zmiana częstotliwości wyniosła 3,4%” bądź „ułamek masowy badanego składnika wynosi 1%”. W ten sam sposób stosować można również analogiczne symbole („ułamek molowy składnika wyniósł 1,5 ppm”). Stosowanie oznaczeń typu ppm jest jednak niezalecane przez te organizacje, a Międzynarodowa Organizacja Normalizacyjna (ISO) i Międzynarodowa Unia Chemii Czystej i Stosowanej (IUPAC) odradzają stosowanie również symboli procenta i promila na rzecz odpowiednich stosunków jednostek SI (np. mg/kg zamiast ppm).
| Symbol | Znaczenie                                                      | Odpowiednik liczbowy (tj. dany symbol odpowiada pomnożeniu wielkości przez) | Odpowiednik liczbowy (tj. dany symbol odpowiada pomnożeniu wielkości przez) | Wartość w procentach | Uwagi |
| ------ | -------------------------------------------------------------- | --------------------------------------------------------------------------- | --------------------------------------------------------------------------- | -------------------- | --- |
| %      | procent, liczba części na sto                                  | {\displaystyle {\tfrac {1}{100}}}                                           | 10−2                                                                        | 1%                   | niektórzy autorzy używają zamiennie oznaczenia pph (ang. parts per hundred) |
| ‰      | promil, liczba części na tysiąc                                | {\displaystyle {\tfrac {1}{1000}}}                                          | 10−3                                                                        | 0,1%                 | niektórzy autorzy używają zamiennie oznaczenia ppt (ang. parts per thousand), identycznego z oznaczeniem ułamka 10−12 |
| ‱      | liczba części na 10 tysięcy                                    | {\displaystyle {\tfrac {1}{10\ 000}}}                                       | 10−4                                                                        | 0,01%                | Pod nazwą punkt bazowy stosowany jest w rachunkach finansowych |
| ppm    | liczba części na milion (ang. parts per million)               | {\displaystyle {\tfrac {1}{1\ 000\ 000}}}                                   | 10−6                                                                        | 0,0001%              | |
| pphm   | liczba części na sto milionów (ang. parts per hundred million) | {\displaystyle {\tfrac {1}{100\ 000\ 000}}}                                 | 10−8                                                                        | 0,000001%            | oznaczenie niezalecane z uwagi na brak równoważnego przedrostka SI |
| ppb    | liczba części na miliard (ang. parts per billion)              | {\displaystyle {\tfrac {1}{1\ 000\ 000\ 000}}}                              | 10−9                                                                        | 0,0000001%           | różnice pomiędzy liczebnikami w języku polskim a rozwinięciem skrótów w języku angielskim wynikają ze stosowania w tych językach odpowiednio długiej i krótkiej skali; z tego względu użycie tych oznaczeń jest niezalecane przez wiele instytucji i organizacji |
| ppt    | liczba części na bilion (ang. parts per trillion)              | {\displaystyle {\tfrac {1}{1\ 000\ 000\ 000\ 000}}}                         | 10−12                                                                       | 0,0000000001%        | różnice pomiędzy liczebnikami w języku polskim a rozwinięciem skrótów w języku angielskim wynikają ze stosowania w tych językach odpowiednio długiej i krótkiej skali; z tego względu użycie tych oznaczeń jest niezalecane przez wiele instytucji i organizacji |
| ppq    | liczba części na biliard (ang. parts per quadrillion)          | {\displaystyle {\tfrac {1}{1\ 000\ 000\ 000\ 000\ 000}}}                    | 10−15                                                                       | 0,0000000000001%     | różnice pomiędzy liczebnikami w języku polskim a rozwinięciem skrótów w języku angielskim wynikają ze stosowania w tych językach odpowiednio długiej i krótkiej skali; z tego względu użycie tych oznaczeń jest niezalecane przez wiele instytucji i organizacji |

### Zastosowanie

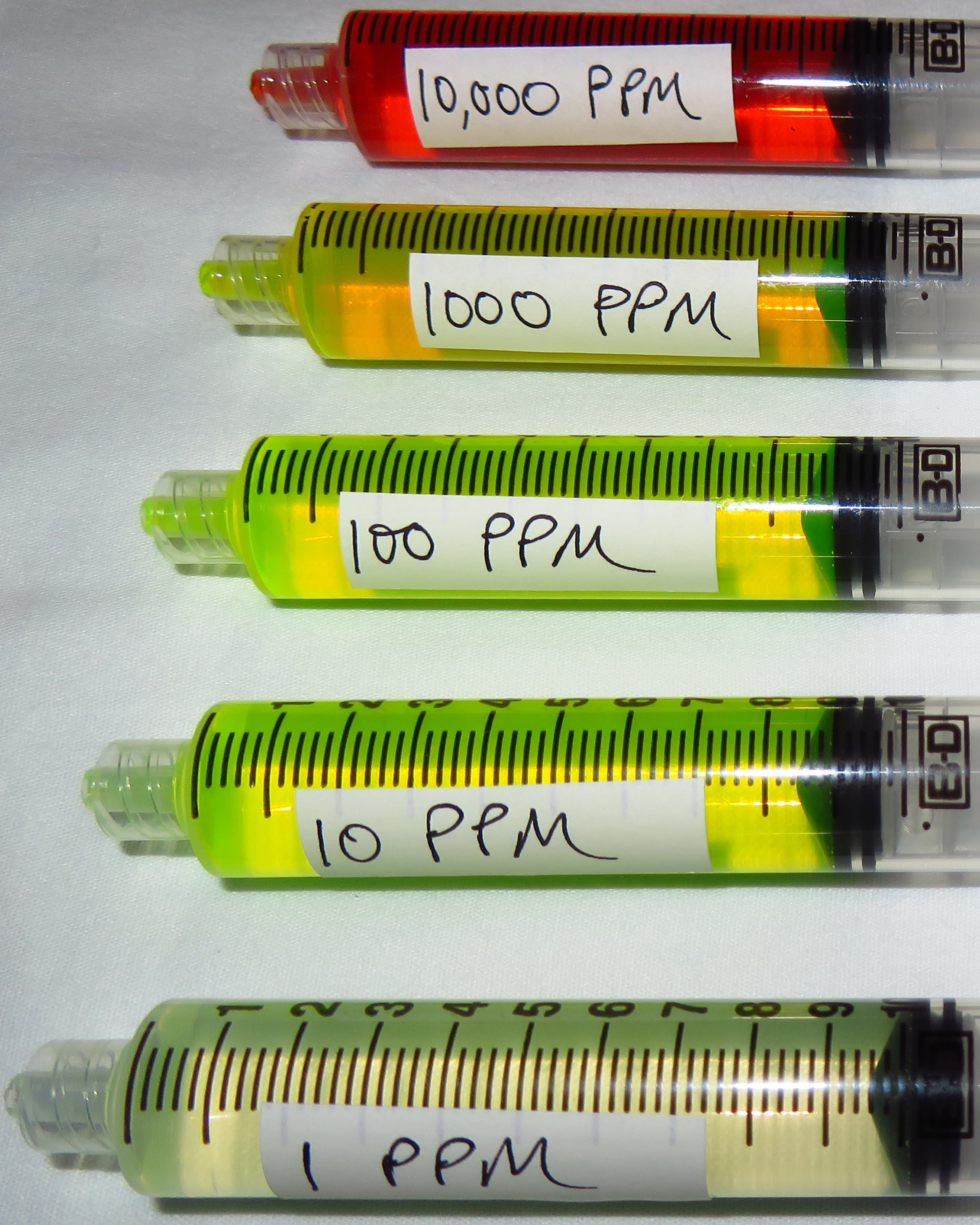
Próbki fluoresceiny o różnym stężeniu

Poza procentem i promilem, stosowanymi powszechnie w wielu dziedzinach, oznaczenia typu ppm stosuje się głównie w naukach chemicznych, m.in. w chemii analitycznej i chemii środowiska. Wykorzystywane są przy podawaniu ułamków masowych, objętościowych czy molowych dla substancji występujących w małych bądź w śladowych ilościach. Przykładowo można tym sposobem wyrazić zawartość (ułamek objętościowy) dwutlenku węgla w atmosferze jako 380 ppm, co jest równoważne ϕCO
2 = 380 μl/l. Choć w większości przypadków stosowanie oznaczeń ppm, ppb i ppt jest wystarczające, niektóre techniki pomiarowe (np. akceleratorowa spektrometria mas czy spektrometria mas sprzężona z plazmą wzbudzaną indukcyjnie) pozwalają na określenie zawartości określonych substancji na poziomie 10−15 (ppq), a nawet 10−18 (w częściach na trylion, ang. parts per quintillion).
W spektroskopii magnetycznego rezonansu jądrowego (NMR) powszechne jest wyrażanie przesunięcia chemicznego w ppm. Wiąże się to z jednostkami obecnymi we wzorze definicyjnym (Hz/MHz), z których wynika obecność potęgi 106 w mianowniku tego wzoru.

### Użycie nieprawidłowe
Oznaczenie ppm i symbol procenta są często nieprawidłowo stosowane jako zamienniki jednostki stężenia masowego (odpowiednio mg/l i g/100 ml) w odniesieniu do roztworów wodnych. Wynika to z faktu, że gęstość rozcieńczonych roztworów wodnych w warunkach otoczenia jest zbliżona do 1 g/cm³ i w wielu przypadkach przybliżenia 1 kg ≈ 1 l i 100 g ≈ 100 ml są wystarczające, a błędy wynikające z takich przybliżeń – pomijalne. Dokładna wartość wyrażona w ppm wymaga podzielenia przez gęstość roztworu:
{\displaystyle [ppm]={\frac {[mg/l]}{\rho }}}
Stosowanie tego rodzaju przybliżeń jest jednak niezalecane i w każdym przypadku preferowane jest użycie odpowiednich jednostek. Przykładem takiego przybliżenia jest wyrażanie w promilach zawartości alkoholu we krwi mierzonej w g/dl.

### Krytyka
Stosowanie oznaczeń ppb, ppt i ppq może prowadzić do nieporozumień wynikających z różnego znaczenia liczebników bilion, trylion i kwadrylion w zależności od języka (problem krótkiej i długiej skali). W krajach anglojęzycznych stosujących krótką skalę, billion oznacza zazwyczaj 109 (miliard), trillion – 1012 (bilion), a quadrillion – 1015. Natomiast w krajach stosujących długą skalę (m.in. w Polsce i wielu krajach europejskich), bilion oznacza 1012, trylion – 1018, a kwadrylion – 1024. Z tego względu wielu autorów i instytucji, m.in. Międzynarodowe Biuro Miar i Wag, National Institute of Standards and Technology, Międzynarodowa Organizacja Normalizacyjna i Międzynarodowa Unia Chemii Czystej i Stosowanej, nie zaleca stosowania tych oznaczeń.
Co więcej, w niektórych przypadkach symbol ppt stosowany jest w rozumieniu parts per thousand (liczba części na tysiąc), a więc jako synonim promila, co również może prowadzić do pomyłek. By uniknąć tej zbieżności, niektórzy autorzy stosują w tym celu oznaczenie ppth.
Wątpliwości budzi również stosowanie symbolu procenta oraz oznaczeń typu ppm do różnych rodzajów ułamków (masowych, molowych, objętościowych). Może to prowadzić do nieporozumień w sytuacjach, w których rodzaj ułamka nie jest wyraźnie określony. Dla większej dokładności do tych oznaczeń stosuje się szereg dookreśleń, np. symbol procenta zapisuje się jako „% (V/V)” czy „% (m/m)” (co oznacza, że chodzi o odpowiednio ułamek objętościowy i ułamek masowy) bądź też stosuje się oznaczenia typu ppmm, ppmw czy ppmv (litery m lub w dla ułamka masowego – m czasem dla ułamka molowego – i v dla ułamka objętościowego). Rozwiązania tego typu są jednak przez IUPAC niezalecane, gdyż jakiekolwiek dookreślenia są dopuszczalne wyłącznie w stosunku do symboli wielkości fizycznych, nie zaś do jednostek.

## Jednostkauno
W 1998 roku Consultative Committee for Units (jeden z komitetów doradczych Międzynarodowego Komitetu Miar i Wag) zaproponował dodanie do układu SI jednostki uno o symbolu U, która miałaby oznaczać liczbę 1 i być stosowana w przypadku wielkości niemianowanych. Umożliwiłoby to stosowanie do niej przedrostków SI i zastąpienie nią budzących wątpliwości symboli ppm, ppb i podobnych. Z uwagi na w większości negatywne opinie naukowców i specjalistów dotyczące wprowadzenia jednostki uno, pomysł ten porzucono w 2004 roku.
| Ułamek | Stosowany zapis | Jednostka uno | Jednostka uno |
| ------ | --------------- | ------------- | ------------- |
| 10−2   | 1%              | 1 centyuno    | 1 cU          |
| 10−3   | 1‰              | 1 miliuno     | 1 mU          |
| 10−6   | 1 ppm           | 1 mikrouno    | 1 μU          |
| 10−9   | 1 ppb           | 1 nanouno     | 1 nU          |
| 10−12  | 1 ppt           | 1 pikouno     | 1 pU          |
| 10−15  | 1 ppq           | 1 femtouno    | 1 fU          |